# Шаапиванские каноны
Шаапиванские каноны (арм. Շահապիվանի կանոններ) — сборник церковных и светских норм, принятых на Шаапиванском церковном соборе Армянской апостольской церкви 24 июня 444 года. Является важным историческим документом и памятником армянского права.
Каноны дошли до нас в составе Армянской книги канонов.

## Предпосылки
Данный период являлся критическим для Армении, поскольку после раздела армянского государства между Византией и Сасандиским Ираном в 387 году и прекращением династии Аршакидов в 428 году резко обострилась борьба между нахарарами. Воспользовавшись этим, персы сместили нахараров с должностей и заменили их персидскими ставленниками, которые всячески пытались навязать армянам религию Сасанидского Ирана того времени - зороастризм. В таких условиях Армянская апостольская церковь, взяв на себя некоторые функции государственной власти, начала вмешиваться в политическую жизнь страны.  По инициативе армянской церкви в период марзпанства Васака Сюни и патриаршества Католикоса Овсепа Вайоцдзорци тайно от персидского двора близ крупного военного лагеря армянской армии у селения Шаапиван гавара Цахкотн провинции Айрарат Великой Армении (в наше время на территории ила Агры Турции) был созван второй (после Аштишатского собора) национально-церковный законодательный собор для установления канонов с целью упорядочения сложившегося положения в стране.

## Содержание
Шаапиванские каноны состоят из введения и 20 глав. Во введении говорится о сложившемся положении в стране, которое послужило почвой для принятия этих канонов. Юридическое значение введения заключается в следующем провозглашённом положении: «Апостольские и Никейские каноны непоколебимы, и мы подчиняемся, но с добавлением к этим канонам того, что необходимо особенно для дома Торгома и восточных областей». Таким образом, как указывают исследователи, постановлением Шаапиванского собора ранее существовавшие церковные каноны получили силу гражданского закона.
В канонах воплощены идеи, направленные на укрепление внутреннего уклада национальной жизни, предотвращение разрушения семейных устоев, воспитание молодого поколения в духе нравственных ценностей, способствование глубокому проникновению и распространению христианства. Нормы, содержащиеся в Шаапиванских канонах, можно разделить на две группы:
1. нормы, осуждающие деяния, которые совершаются духовными лицами (главы 1, 2, 8-11, 14-20);
2. светские законы (главы 3-7, 12, 13).